# Faden-Ehrenpreis
Der Faden-Ehrenpreis (Veronica filiformis) ist eine Pflanzenart aus der Gattung Ehrenpreis (Veronica) in der Familie der Wegerichgewächse (Plantaginaceae). Sie hat ein relativ kleines natürliches Verbreitungsgebiet und ist in Europa und Nordamerika ein Neophyt.

## Beschreibung

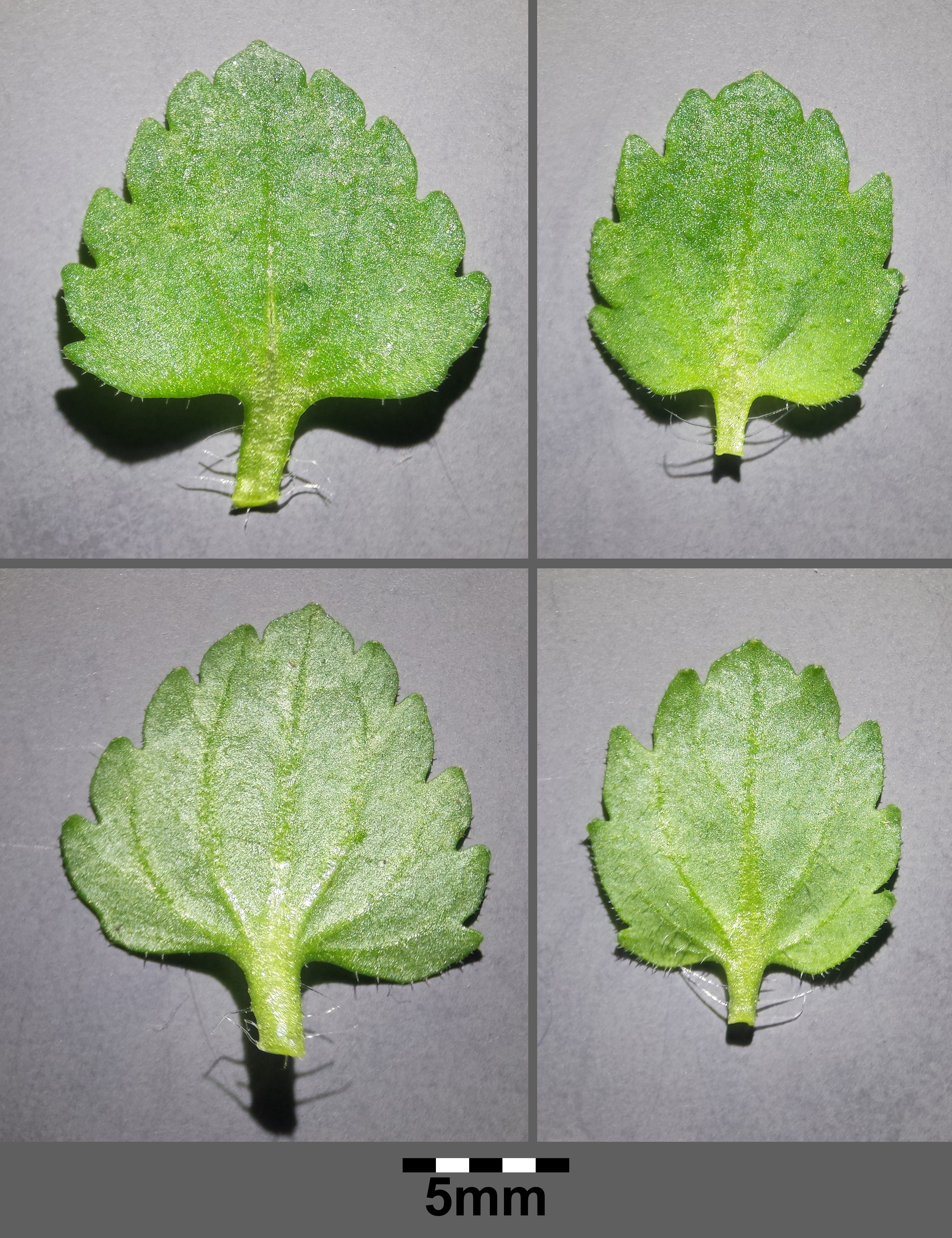
Die Tragblätter sind rundlich und seicht gekerbt.

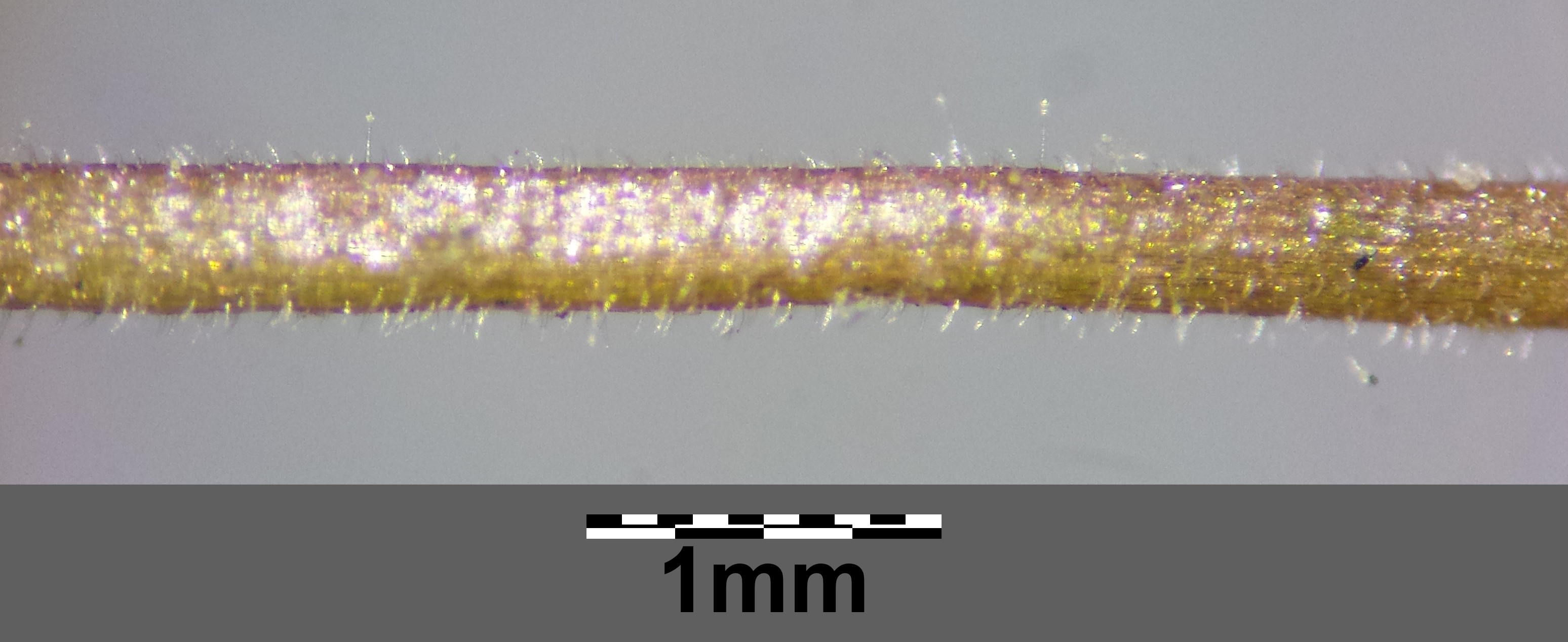
Blütenstiel mit Drüsenhaaren

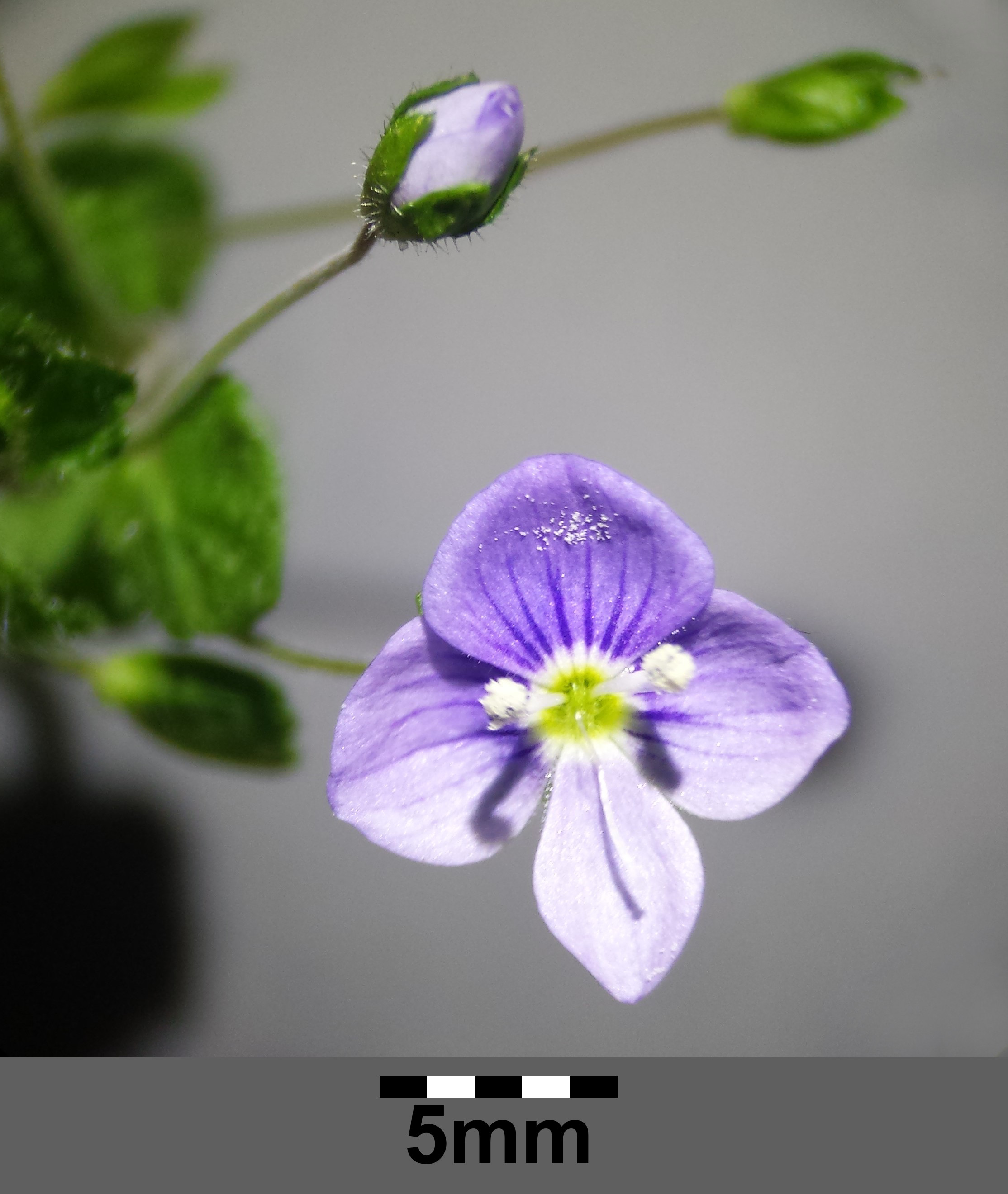
Blüte im Detail

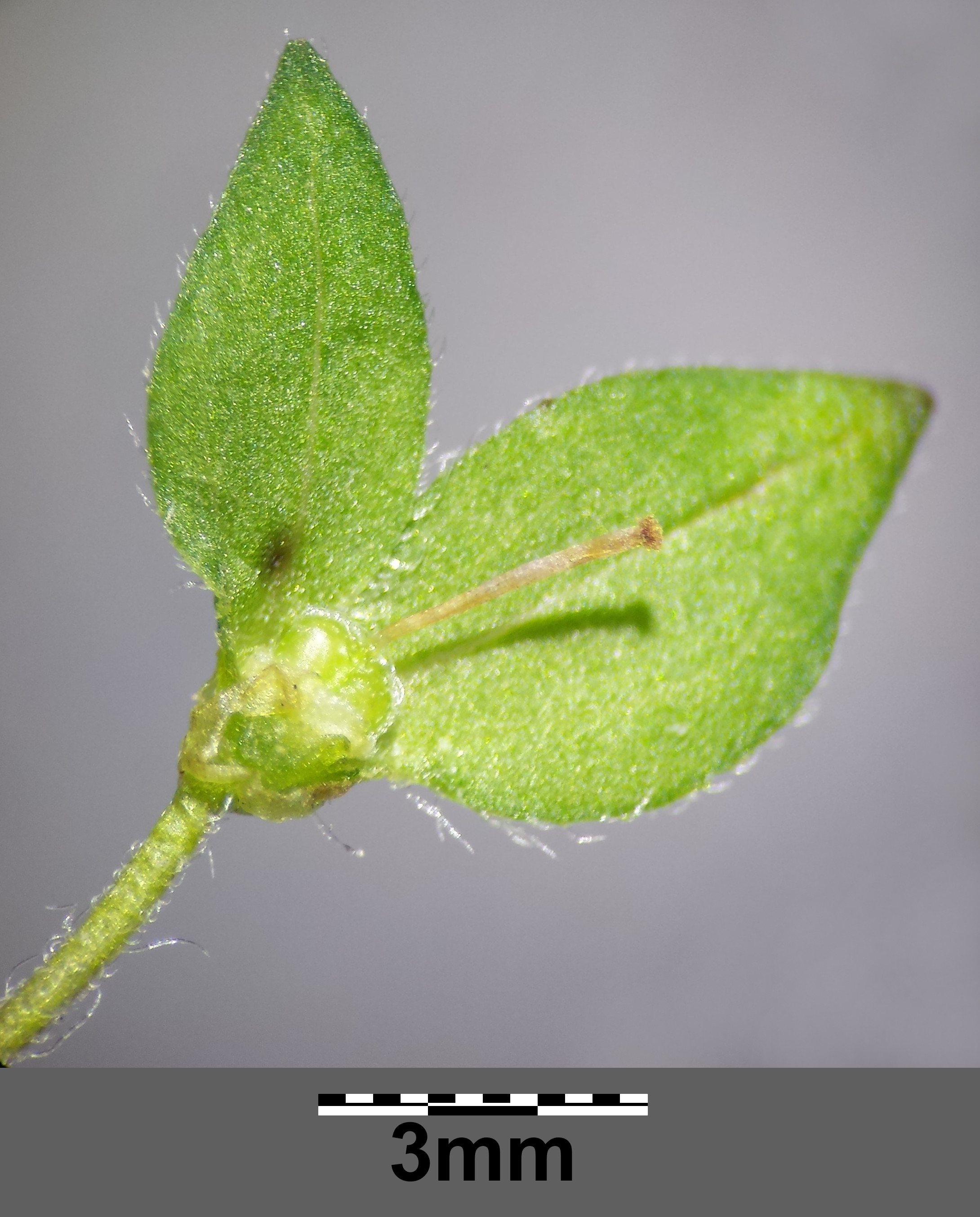
Veronica filiformis pflanzt sich vorwiegend vegetativ fort, die Früchte sind meist verkümmert. Die vorderen Kelchblätter wurden hier entfernt um den Blick auf die wenig entwickelte Frucht freizugeben.

### Vegetative Merkmale
Der Faden-Ehrenpreis ist eine rasig wachsende, ausdauernde krautige Pflanze. Die niederliegenden Stängel können eine Länge bis zu 50 Zentimeter erreichen. Sie sind fadenartig dünn und bewurzeln sich an den Knoten. Die oberirdischen Pflanzenteile sind behaart.
An nicht blühenden Stängeln und im unteren Bereich blühender Stängel stehen sie gegenständig, im Blütenbereich dagegen wechselständig. Die Laubblätter sind in Blattstiel und Blattspreite gegliedert. Die Blattspreite ist bei einer Länge von bis zu 15 Millimetern rundlich.

### Generative Merkmale
Die Blühzeit reicht von März bis Juni. Da die Tragblätter wie die Laubblätter gestaltet sind, erscheint es als würden die Blüten einzeln in den Blattachseln stehen. Die Blütenstiele sind relativ lang.
Die zwittrige Blüte ist vierzählig mit doppelter Blütenhülle. Die Blütenkrone ist flach ausgebreitet. Drei der vier Kronblätter sind blassblau und weisen dunklere Streifen auf. Das vierte Kronblatt ist dagegen meist weiß bis hellbläulich. Die Blüten enthalten nur zwei Staubblätter, gelegentlich treten Blüten mit ein oder drei Staubblättern auf.
Die meist sterile Kapselfrucht ist 4 bis 5 Millimeter lang und ebenso breit, abgeflacht, schwach gekielt und drüsig. Sie findet sich jedoch in Europa nur sehr selten (siehe unten; Ökologie).
Die Chromosomenzahl beträgt 2n = 14.

## Ökologie
Der Faden-Ehrenpreis ist ein Chamaephyt und Hemikryptophyt mit fadenförmigen, dicht dem Boden aufliegenden, bis zu 50 cm langen Kriechsprossen. Die Pflanze ist frühjahrsgrün d. h. die Blätter sind schon im Sommer nicht mehr vorhanden. Deshalb und wegen des niedrigen Wuchses und der kurzen und frühen Blütezeit wird die an sich sehr verbreitete und auffällige Art oft übersehen.
Der Faden-Ehrenpreis ist selbststeril, das bedeutet, er ist auf die Fremdbestäubung eines anderen Genotyps angewiesen. Da aber Populationen jeweils meist nur aus einem Genotyp bestehen, kommt es in Mitteleuropa nicht zum Fruchtansatz.
Vegetative Vermehrung erfolgt durch abgerissene und sich bewurzelnde Stängelstücke. Für die Ausbreitung dürfte das Rasenmähen eine wesentliche Rolle spielen.

## Vorkommen
Das ursprüngliche Verbreitungsgebiet des Faden-Ehrenpreises liegt nur in Transkaukasien und im nördlichen Anatolien. Er ist ein Neophyt in Europa und Nordamerika. Um das Jahr 1900 herum wurde er als Zierpflanze nach Mitteleuropa eingeführt und gilt seit etwa 1930 als eingebürgert. Der Faden-Ehrenpreis ist als sogenannter Gartenflüchtling an vielen Stellen verwildert. Er zählt daher in Mitteleuropa zu den sogenannten Neobiota. Er ist nach Oberdorfer ein „unduldsamer Rasenschädling“.
Der Faden-Ehrenpreis blüht auf Mähwiesen, Viehweiden, Parkrasen, an Wegen und in Gärten. Er gedeiht meist auf frischen, nährstoffreichen, kalkarmen, humosen, sandigen oder lehmigen Böden. Der Kriechpionier ist eine Licht-Halbschattenpflanze und etwas wärmeliebend. In Wiesen ist der Faden-Ehrenpreis sehr wuchskräftig und gilt auch daher als Wiesenschädling. Der Faden-Ehrenpreis ist die Charakterart der Weidelgras-Kammgras-Weide (Lolio perennis-Cynosuretum cristati). Nach Erich Oberdorfer ist er in Mitteleuropa eine Charakterart des Crepido-capillaris-Festucetum rubrae aus dem Cynosurion-Verband.
Die ökologischen Zeigerwerte nach Landolt et al. 2010 sind in der Schweiz: Feuchtezahl F = 3+ (feucht), Lichtzahl L = 4 (hell), Reaktionszahl R = 3 (schwach sauer bis neutral), Temperaturzahl T = 4 (kollin), Nährstoffzahl N = 4 (nährstoffreich), Kontinentalitätszahl K = 2 (subozeanisch).